# Саулкалне (остановочный пункт)
Са́улкалне (латыш. Saulkalne) — остановочный пункт около посёлка Саулкалне на железнодорожной линии Рига — Крустпилс. Платформа расположена в 500 метров от самого посёлка рядом с частными домами, в границах Саласпилсской сельской территории. До Риги 23,6 км (примерно 32 минуты пути на поезде).

## История
Станция Саулкалне построена в 1931 году с целью обслуживания доломитного карьера на острове На́вес. От станции проложили ветку к берегу Даугавы, длинной 2 км и ещё 1,7 км путей оборудовали на самом острове Навес. Между островом и берегом курсировал паром, на который загоняли вагонетки с породой. Данные подъездные пути просуществовали до 1944 года.

## Платформа
В Саулкалне останавливаются только пригородные поезда, а поезда дальнего следования и международные поезда проезжают данную платформу. Касса открыта только в понедельник (если понедельник выпадает выходной то открывается касса сразу на следующий день после праздничного дня) с 7:00 до 12:50, а остальные дни касса закрыта. В период когда касса не работает, билет можно купить у кондуктора в поезде без наценки.